# Sopia Schapatawa
Sopia Schapatawa (georgisch სოფია შაფათავა, englische Transkription: Sofia Shapatava; * 12. Januar 1989 in Tiflis, Georgische SSR) ist eine georgische Tennisspielerin.

## Karriere
Schapatawa ist seit 2004 Profispielerin, ihr bevorzugtes Terrain ist der Hartplatz. Ihre besten Weltranglistenplatzierungen erreichte sie im Einzel im September 2014 mit Platz 186, im Doppel im November 2015 mit Platz 132. Auf der ITF Women’s World Tennis Tour gewann sie bislang zwei Einzel- und 34 Doppeltitel.
Ihren bislang größten Erfolg im Einzel erzielte sie 2012 beim $100.000-ITF-Turnier in Astana, Kasachstan, als sie dort ins Halbfinale einzog, in dem sie Marta Sirotkina aus Russland mit 2:6, 0:6 unterlag. Im September gelang ihr auf der WTA Tour in Taschkent ein Sieg in der ersten Qualifikationsrunde, in Runde zwei verlor sie erneut gegen Sirotkina (6:70, 3:6).
Im Doppel gewann Schapatawa mit ihrer Partnerin Ekaterine Gorgodse das $25.000-Turnier von Rancho Mirage, wo sie im Finale die Paarung Walerija Solowjowa / Lenka Wienerová in drei Sätzen mit 6:2, 3:6, [10:6] besiegten.
Im Jahr 2009 spielte Schapatawa erstmals für die georgische Billie-Jean-King-Cup-Mannschaft; ihre Billie-Jean-King-Cup-Bilanz weist bislang 31 Siege bei 29 Niederlagen aus.

## Turniersiege

### Einzel
| Nr. | Datum             | Turnier | Kategorie   | Belag | Finalgegnerin         | Ergebnis        |
| --- | ----------------- | ------- | ----------- | ----- | --------------------- | --------------- |
| 1.  | 13. Dezember 2014 | Lucknow | ITF $10.000 | Rasen | Anastassija Komardina | 6:3, 6:2        |
| 2.  | 19. März 2017     | Antalya | ITF $15.000 | Sand  | Ayla Aksu             | 2:6, 7:63, 7:65 |
| 3.  | 26. Januar 2025   | Antalya | ITF W15     | Sand  | Diana Demidowa        | 6:3, 4:6, 6:4   |

### Doppel
| Nr. | Datum              | Turnier                    | Kategorie   | Belag             | Partnerin              | Finalgegnerinnen                                | Ergebnis          |
| --- | ------------------ | -------------------------- | ----------- | ----------------- | ---------------------- | ----------------------------------------------- | ----------------- |
| 1.  | 28. August 2006    | Baku                       | ITF $10.000 | Sand              | Teona Tsertsvadse      | Elina Gasanowa Sopia Kwazabaia                  | 6:4, 6:2          |
| 2.  | 11. August 2008    | Pensa                      | ITF $50.000 | Sand              | Xenija Palkina         | Iryna Burjatschok Nikola Fraňková               | 6:4, 6:4          |
| 3.  | 31. August 2009    | Bassano del Grappa         | ITF $10.000 | Sand              | Marina Schamaiko       | Evelyn Mayr Julia Mayr                          | 6:1, 5:7, [10:8]  |
| 4.  | 31. Mai 2010       | Buchara                    | ITF $25.000 | Hartplatz         | Tatia Mikadse          | Yayuk Basuki Jessy Rompies                      | 6:3, 6:3          |
| 5.  | 27. September 2010 | Tiflis                     | ITF $25.000 | Sand              | Tatia Mikadse          | Paula Kania Zsófia_Susányi                      | 6:3, 6:2          |
| 6.  | 3. Oktober 2011    | Jerewan                    | ITF $25.000 | Sand              | Tatia Mikadse          | Jelysaweta Jantschuk Olha Jantschuk             | 6:1, 6:4          |
| 7.  | 6. Februar 2012    | Rancho Mirage              | ITF $25.000 | Hartplatz         | Ekaterine Gorgodse     | Walerija Solowjowa Lenka Wienerová              | 6:2, 3:6, [10:6]  |
| 8.  | 1. Juli 2013       | Versmold                   | ITF $50.000 | Sand              | Anna Tatischwili       | Claire Feuerstein Renata Voráčová               | 6:4, 6:4          |
| 9.  | 18. November 2013  | Butscha                    | ITF $25.000 | Teppich (Halle)   | Anastassija Wassyljewa | Anhelina Kalinina Jelisaweta Kulitschkowa       | 7:67, 6:2         |
| 10. | 8. Februar 2014    | Grenoble                   | ITF $25.000 | Hartplatz (Halle) | Anastassija Wassyljewa | Kateryna Koslowa Margarita Gasparjan            | 6:1, 6:4          |
| 11. | 14. Februar 2014   | Tallinn                    | ITF $15.000 | Teppich (Halle)   | Maša Zec Peškirič      | Ágnes Bukta Wiktorija Tomowa                    | 6:4, 7:64         |
| 12. | 9. Juni 2014       | Padua                      | ITF $25.000 | Sand              | Gioia Barbieri         | Paula Cristina Gonçalves Florencia Molinero     | 6:4, 0:6, [14:12] |
| 13. | 23. Mai 2015       | Caserta                    | ITF $25.000 | Sand              | Ekaterine Gorgodse     | Alice Matteucci Ipek Soylu                      | 6:0, 7:66         |
| 14. | 4. Juli 2015       | Toruń                      | ITF $25.000 | Sand              | Ekaterine Gorgodse     | Magdalena Frech Katharina Lehnert               | 6:4, 6:4          |
| 15. | 28. August 2015    | Mamaia                     | ITF $25.000 | Sand              | Anastassija Komardina  | Xenia Knoll Amra Sadikovic                      | 6:3, 5:7, [10:8]  |
| 16. | 11. September 2015 | Sofia                      | ITF $25.000 | Sand              | Anastasija Wassyljewa  | Eliza Kostowa Kateřina Kramperová               | 6:2, 6:2          |
| 17. | 18. September 2015 | Dobritsch                  | ITF $25.000 | Sand              | Anastasija Wassyljewa  | Eliza Kostowa Kateřina Kramperová               | 6:2, 6:0          |
| 18. | 25. September 2015 | Butscha                    | ITF $25.000 | Sand              | Ekaterine Gorgodse     | Olha Jantschuk Anastasija Wassyljewa            | 7:5, 6:2          |
| 19. | 25. März 2017      | Antalya                    | ITF $15.000 | Sand              | Xenija Palkina         | Sandra Jamrichová Jelena Simić                  | 6:4, 7:5          |
| 20. | 13. August 2017    | Hechingen                  | ITF $60.000 | Sand              | Camilla Rosatello      | Romy Kölzer Lena Rüffer                         | 6:2, 6:4          |
| 21. | 14. Januar 2018    | Antalya                    | ITF $15.000 | Sand              | Anastassija Wassyljewa | İpek Öz Xenija Palkina                          | 5:7, 6:0, [13:11] |
| 22. | 27. Januar 2018    | Antalya                    | ITF $15.000 | Sand              | Alexandra Pospelowa    | Tayisiya Morderger Yana Morderger               | 6:2, 6:2          |
| 23. | 17. März 2018      | Santa Margherita di Pula   | ITF $25.000 | Sand              | Ekaterine Gorgodse     | Katharina Gerlach Lena Rüffer                   | 6:4, 7:65         |
| 24. | 2. Juni 2018       | Óbidos                     | ITF $25.000 | Teppich           | Amina Anschba          | Laura-Ioana Andrei Julia Wachaczyk              | 6:74, 6:0, [11:9] |
| 25. | 7. Oktober 2018    | Santa Margherita di Pula   | ITF $25.000 | Sand              | Amina Anschba          | Martina Di Giuseppe Anna-Giulia Remondina       | 7:65, 2:6, [10:6] |
| 26. | 13. April 2019     | Óbidos                     | ITF W25     | Teppich           | Emily Webley-Smith     | Mariam Bolkwadse Nastja Kolar                   | 6:1, 2:6, [11:9]  |
| 27. | 11. Mai 2019       | Óbidos                     | ITF W25     | Teppich           | Emily Webley-Smith     | Martina Colmegna Maria Fernanda Herazo Gonzalez | 6:3, 6:0          |
| 28. | 18. Mai 2019       | Óbidos                     | ITF W25     | Teppich           | Emily Webley-Smith     | Martina Colmegna Nuria Párrizas Díaz            | 6:4, 6:1          |
| 29. | 1. Juni 2019       | Santa Margarida de Montbui | ITF W25     | Hartplatz         | Emily Webley-Smith     | Elitsa Kostova Samantha Murray                  | 6:4, 7:5          |
| 30. | 31. August 2019    | Almaty                     | ITF W25     | Hartplatz         | Xenija Palkina         | Tamara Čurović Alina Silitsch                   | 6:4, 7:63         |
| 31. | 20. Dezember 2020  | Antalya                    | ITF W15     | Sand              | Walerija Strachowa     | Julia Kimmelmann İlay Yörük                     | 6:4, 6:4          |
| 32. | 5. November 2022   | Jerusalem                  | ITF W25     | Hartplatz         | Lee Pei-chi            | Polina Kudermetowa Jekaterina Reingold          | 6:2, 6:4          |
| 33. | 28. Oktober 2023   | Qiandaohu                  | ITF W25     | Hartplatz         | Anastassija Gurjewa    | Feng Shuo Zheng Wushuang                        | 6:2, 4:6, [10:4]  |
| 34. | 4. August 2024     | Hechingen                  | ITF W75     | Sand              | Michaela Bayerlová     | Anna Gabric Mia Mack                            | 6:2, 5:7, [10:6]  |

## Abschneiden bei Grand-Slam-Turnieren

### Einzel
| Turnier         | 2014 | Bilanz | Karriere |
| --------------- | ---- | ------ | -------- |
| Australian Open | —    | 0:0    | —        |
| French Open     | 1    | 0:1    | 1        |
| Wimbledon       | —    | 0:0    | —        |
| US Open         | —    | 0:0    | —        |